# Zbór Kościoła Zielonoświątkowego w Grudziądzu
Zbór Kościoła Zielonoświątkowego w Grudziądzu – zbór Kościoła Zielonoświątkowego w RP znajdujący się w Grudziądzu. Zbór jest jednym z grudziądzkich ewangelicznych kościołów protestanckich. Należy do okręgu pomorskiego Kościoła Zielonoświątkowego w RP. Nabożeństwa Kościoła odbywają się w każdą niedzielę przy ulicy Portowej 8 (Marina - Port Schulza Grudziądz). 